# Big city dreams
«Big city dreams» —en español: «Sueños de la gran ciudad»— es una canción interpretada por la banda estadounidense Never Shout Never, perteneciente a los EP The yippee y Never Shout Never, ambos de 2009. Fue posteriormente incluida en el álbum recopilatorio Year one (2011).
La canción fue escrita por Christofer Drew, vocalista y entonces único integrante de Never Shout Never. A menudo es escrito también como «Bigcitydreams». Fue incluida en el setlist del Time travel tour.

## Video musical
El video musical de la canción fue filmado en Brooklyn y dirigido por Isaac Ravishankara. Inicia con Chris Drew conversando con una chica, la cual al irse se ve lleva uno de los extremos de una soga atado al pie. Chris toma su guitarra y comienza a interpretar la canción hasta el final del primer coro, cuando encuentra el otro extremo de la soga y comienza a seguirlo hasta encontrar a la chica, la que corre hasta elevarse como una cometa.

## Posicionamiento en listas
| Estados Unidos | Hot Singles Sales | 1 |